# جيش محمد (باكستان)
جيش محمد(بالأردية: محمد کي فوج) هي جماعة تتخذ من باكستان مقراً لها، وتعتبر كل من الهند والأمم المتحدة والولايات المتحدة وبريطانيا هذه الجماعة منظمة إرهابية.
شنت الجماعة، منذ إنشائها في العام 2000، عدة هجمات في جامو وكشمير. تعتبر الجماعة كشمير «بوابة» للهند بأكملها، وتعتبر مسلميها بحاجة إلى التحرير أيضًا. بعد تحرير كشمير، تهدف إلى نقل «جهادها» إلى أجزاء أخرى من الهند، بهدف طرد الهندوس وغيرهم من غير المسلمين من شبه القارة الهندية.